# ビビオ
ビビオ（Bibio）は、イギリスの音楽家・プロデューサーであるスティーヴン・ジェームズ・ウィルキンソン（Stephen James Wilkinson、1978年12月4日 - ）のソロプロジェクト。
フォークトロニカ、アンビエント、インストゥルメンタル・ヒップホップ、インディー・ポップ、インディー・ロック、エレクトロニカ、ソウル、ファンク、オルタナティブR&Bなど、多様なジャンルを融合させた独自の音楽スタイルで知られている。Warp Recordsに所属。

## 経歴

### 初期の活動とMush Records時代（1999–2009）
ウィルキンソンは、1999年から2003年にかけてロンドンのミドルセックス大学で「ソニックアーツ」を学んだ。この期間に「Bibio」というアーティスト名を採用。この名前は、彼の父親とウェールズで釣りをした際に使用した赤と黒の釣り用フライ「Bibio」に由来する。
大学卒業後、ウィルキンソンはウェストミッドランズのウルヴァーハンプトンに戻り、録音スペースを設けて音楽制作を続けた。初期の作品は、ギターの多重録音、フィールドレコーディング、テープの歪みなどを特徴とし、ローファイなサウンドを追求していた。2004年、Boards of Canadaのマーカス・イオンの紹介により、アメリカのインディーレーベルMush Recordsと契約し、2005年にデビューアルバム『Fi』をリリースした。

### Warp Recordsへの移籍と音楽性の拡張（2009–現在）
2009年、ウィルキンソンはWarp Recordsと契約し、同年にアルバム『Ambivalence Avenue』をリリース。この作品では、フォーク、ファンク、ヒップホップなどの要素を取り入れ、彼の音楽性を大きく拡張した。
その後も『Mind Bokeh』（2011年）、『Silver Wilkinson』（2013年）、『A Mineral Love』（2016年）など、多様なジャンルを融合させた作品を発表し続けている。
2017年には、アンビエント作品『Phantom Brickworks』をリリースし、2024年にはその続編となる『Phantom Brickworks (LP II)』を発表。この作品では、ウェールズの田園風景や廃墟をテーマにした音楽と写真を組み合わせた限定フォトブックも同時にリリースされた。

## 音楽スタイルと制作手法
アナログなローファイサウンドと多様なジャンルの融合が特徴である。ギター、バイオリン、マンドリンなどの弦楽器を独学で習得し、ほとんどの楽器演奏を自ら行っている。
また、自然音のフィールドレコーディングやヴィンテージ機材を活用し、独自の音響世界を創り出している。制作手法としては、自然界の音や日常の物音を録音し、それらを楽曲に取り入れることで知られ、2016年のアルバム『A Mineral Love』では、スズメバチの巣の音や、木の枝を擦る音など、ユニークな音源を使用している。

## ライブパフォーマンスと視覚芸術
ライブパフォーマンスをあまり行わず、スタジオでの録音や自宅での制作を好む。彼は、音楽制作だけでなく、写真撮影やアートワークの制作も手がけており、アルバムのジャケットやミュージックビデオなど、多くの視覚的要素を自ら制作している。

## ディスコグラフィー

### スタジオ・アルバム
- 『Fi』（2005年、Mush Records）
- 『Hand Cranked』（2006年、Mush Records）
- 『Vignetting the Compost』（2009年、Mush Records）
- 『Ambivalence Avenue』（2009年、Warp Records）
- 『Mind Bokeh』（2011年、Warp Records）
- 『Silver Wilkinson』（2013年、Warp Records）
- 『A Mineral Love』（2016年、Warp Records）
- 『Phantom Brickworks』（2017年、Warp Records）
- 『Ribbons』（2019年、Warp Records）
- 『Bib10』（2022年、Warp Records）
- 『Phantom Brickworks (LP II)』（2024年、Warp Records）

### 主なEP
- 『Ovals and Emeralds』（2009年、Mush Records）
- 『The Apple and the Tooth』（2009年、Warp Records）
- 『The Green EP』（2014年、Warp Records）
- 『Sleep on the Wing』（2020年、Warp Records）
- 『S.O.L. EP』（2023年、Warp Records）
- 『Sunbursting EP』（2023年、Warp Records）